# 신슈시오지리 농업 공원 티롤의 숲

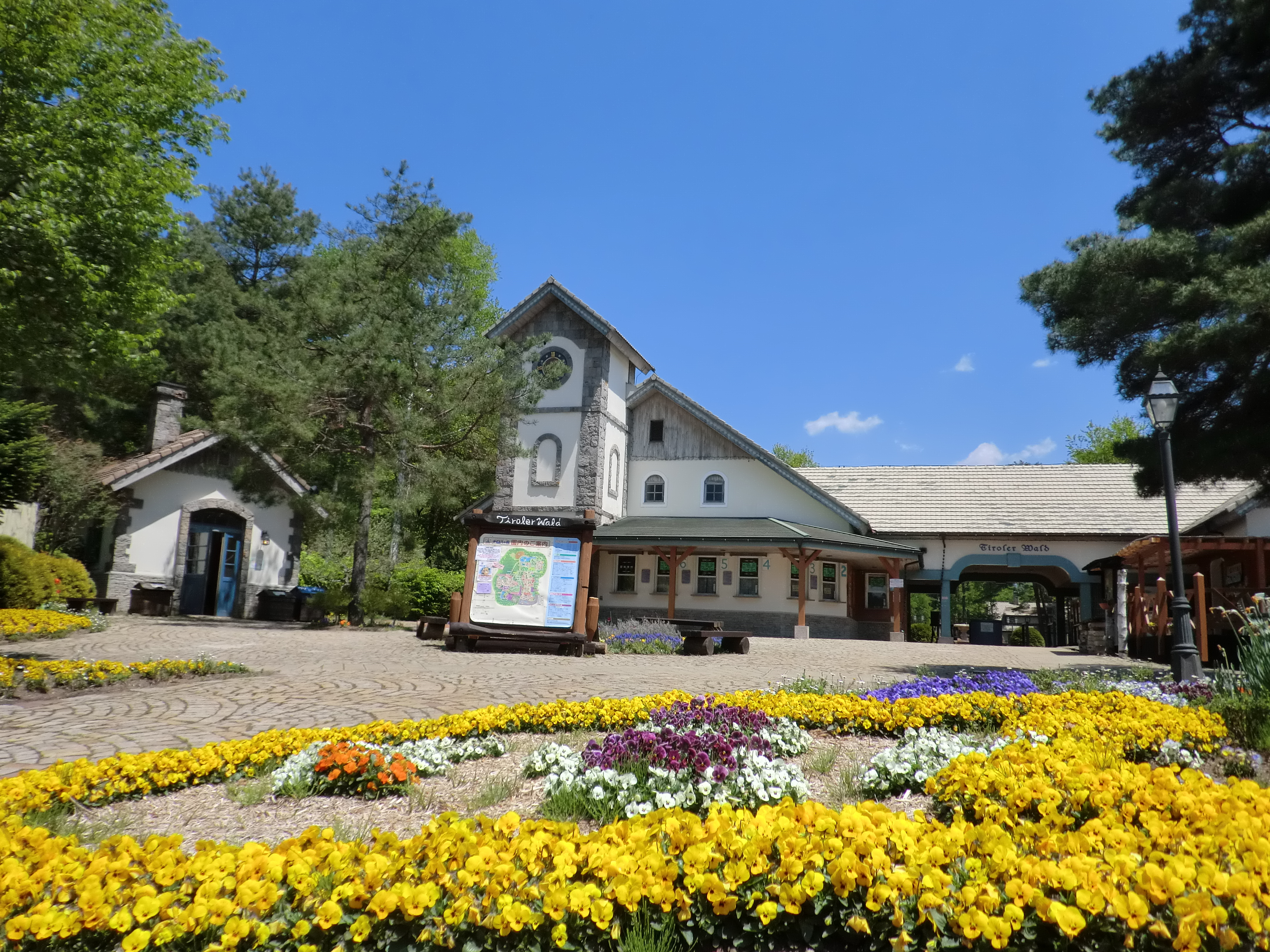
신슈시오지리 농업 공원 티롤의 숲

신슈시오지리 농업 공원 티롤의 숲(일본어: 信州塩尻農業公園チロルの森 신슈시오지리노우교코엔치로루노모리[*])는 일본 나가노현 시오지리시에 위치한 테마파크이다.